# Gyiophis
Genre
Gyiophis est un genre de serpents de la famille des Homalopsidae.

## Répartition
Les trois espèces de ce genre sont endémiques de Birmanie.

## Liste des espèces
Selon The Reptile Database (7 mai 2017) :
- Gyiophis maculosa (Blanford, 1881)
- Gyiophis salweenensis (Quah, L. Lee Grismer, Wood, Thura, Zin, Kyaw, Lwin, Marta S. Grismer & Murdoch, 2017)
- Gyiophis vorisi (Murphy, 2007)

## Étymologie
Ce genre est nommé en l'honneur de Ko Ko Gyi.

## Publication originale
- Murphy & Voris, 2014 : A Checklist and Key to the Homalopsid Snakes (Reptilia, Squamata, Serpentes), with the Description of New Genera. Fieldiana: Life And Earth Sciences, no 8, p. 1-43 (texte intégral).